# Capella de Llorenç
La capella de Llorenç és la capella de la masia Llorenç, del municipi de Pinell de Solsonès (Solsonès), inclosa a l'Inventari del Patrimoni Arquitectònic de Catalunya.

## Situació
La masia amb la seva capella s'aixeca a l'extrem oest de la carena que s'estén entre la rasa del Puit i la del Torrent, al sud del terme municipal, rodejada de camps de conreu. La seva situació enlairada respecte a les fondalades que l'envolten la converteix en un excel·lent mirador de la vall de la Riera de Sallent i de les obagues que la vesteixen.

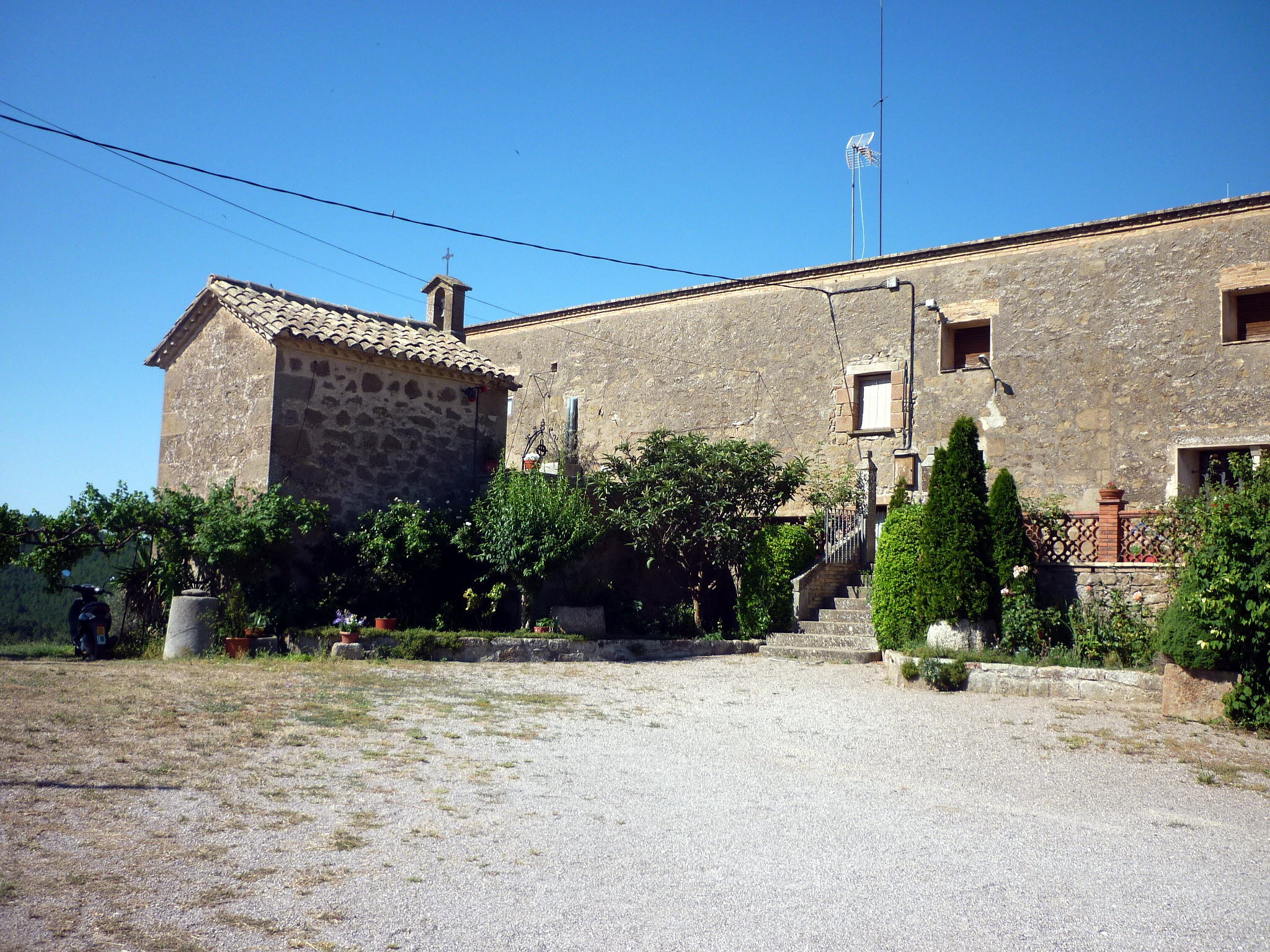
Capella i masia de Llorenç

Es troba a uns 4 km del nucli de Sant Climenç. Per anar-hi cal seguir la carretera asfaltada provinent de Solsona en direcció a ponent. A la sortida del poble hi ha bons indicadors. Quan s'acaba la carretera asfaltada, s'arriba a la masia. Poc abans una pista baixa a Sallent i Sanaüja (està indicat).

## Descripció
Capella de planta rectangular, de maçoneria, amb teulada a doble vessant i el carener perpendicular a la façana principal. Interiorment té una volta de canó de guix. Pràcticament tota la façana està ocupada per la porta, que és d'arc de mig punt, i està rematada per un campanar d'espadanya d'un ull. La planta de l'església està aproximadament a dos metres del nivell del terreny i s'accedeix per mitjà d'una escala que també dona accés a un pou i a l'entrada de la masia.